# غاري براون (لاعب كرة قاعدة)
غاري براون (بالإنجليزية: Gary Brown)‏ هو لاعب كرة قاعدة أمريكي، ولد في 28 سبتمبر 1988 في دياموند بار في الولايات المتحدة.

## وصلات خارجية
- غاري براون على موقع دوري كرة القاعدة الرئيسي (الإنجليزية)
- غاري براون على موقعبيزبول رفرنس.كوم (الدوري الرئيسي) (الإنجليزية)
- غاري براون على موقعبيزبول رفرنس.كوم (الدوري الثانوي) (الإنجليزية)
- غاري براون على موقع إي إس بي إن.كوم (أم.أل.بي) (الإنجليزية)
- غاري براون على موقع مشجعي الرسوم البيانية (الإنجليزية)